# Лузеры (фильм)
«Лузеры» — американский боевик 2010 года, киноадаптация одноимённого комикса.

## Сюжет
«Лузеры» – фильм в жанре экшн о предательстве и мести, рассказывающий о членах элитного отряда специального назначения, отправленного в джунгли Боливии. Им поставили задачу «найти и уничтожить», но на месте выясняется, что команду – Клэя, Дженсена, Рока, Пуча и Кугара – подставили, и они попали под перекрестный огонь двух противоборствующих группировок. Смертельное противостояние было организовано могущественным врагом, о котором известно лишь одно: его имя – Макс.
Решив сыграть на том, что они числятся погибшими, члены отряда уходят в глубокое подполье и составляют опасный план по восстановлению своей репутации и сведению счетов с Максом. К ним присоединяется загадочная Аиша – красавица-агент, работающая по заданию, но вполне способная внести коррективы в заданный сверху план. В перерывах между разборками друг с другом им необходимо всегда оставаться на шаг впереди разъезжающего по всему миру Макса – беспощадного негодяя, намеревающегося втянуть мир в высокотехнологичную мировую войну только ради собственной выгоды. Если они смогут победить Макса и одновременно спасти мир, это станет настоящей удачей для команды, известной теперь как ЛУЗЕРЫ.

## В ролях

### Отряд «Лузеры»
- Джеффри Дин Морган — Клэй (Франклин Клэй) — командир, глава отряда.
- Крис Эванс — Дженсен (Джейк Дженсен) — отвечает за связь и технологии отряда.
- Идрис Эльба — Рок (Уильям Рок) — отвечает за взрывы и тактику, позже предаёт отряд.
- Коламбус Шорт — Пуч (Линвуд Портеус) — ответственный за транспорт и тяжёлое вооружение, способен управлять любым видом наземного, водного и воздушного транспорта; женат, имеет детей.
- Оскар Хаэнада — Кугар (Карлос Альварес) — Снайпер, в своё время получивший ранение в Афганистане.

### Остальные герои
- Зои Салдана — Аиша — дочь Фадиля, которого убил Клэй по приказу Макса. Втерлась в доверие к Лузерам для того, чтобы убить Макса. В конце становится полноправной участницей отряда «Лузеры».
- Джейсон Патрик — Макс — продажный агент ЦРУ. Отдавал приказы Лузерам, потом подставил их. В конце получает рану в плечо от рук Клэя. Остался жив.
- Холт МакКэллани — Уэйд — когда-то служил с членами Лузеров, пока они не соединились в отряд. В фильме работает на Макса. Умирает от выстрела Кугара.

## Съёмочная группа
- Режиссёр: Сильвен Уайт
- Продюсеры: Джоэл Силвер, Стюарт М. Бессер, Керри Фостер
- Сценарий: Питер Берг, Джеймс Вандербилт
- Оператор: Скотт Кеван
- Композитор: Джон Оттмен
- Монтаж: Дэвид Чесел
- Художники: Аарон Осборн Эрин Кохрэн  Магали Гвидаси Моника Монсеррате

## Технические данные
- Альтернативное название в РФ: «Неудачники».
- Слоган фильма — «Anyone Else Would Be Dead By Now» («Другой бы уже сдох»).
- Производство: DC Entertainment, США.
- Художественный фильм, цветной, широкоэкранный.
- Рейтинг: Не рекомендуется детям до 13 лет.
- Продолжительность: 97 мин.
- Мировая премьера: 22 апреля 2010 года.
- Премьера в РФ: 1 июля 2010 года. «Каро-Премьер»
- Бюджет: $ 25 000 000[2]
- Сборы в США: $ 23 591 432
- Мировые сборы: $ 29 379 723
- Сборы в России: $ 496 521
- Релиз на DVD: 31 августа 2010, «Юниверсал Пикчерс Рус»
- Время: 97 мин. / 01:37